# 사르데냐 왕국 의회
사르데냐 왕국 의회(이탈리아어: Parlamento del Regno di Sardegna)는 사르데냐 왕국의 양원제 의회였다. 알프스산아래 의회(이탈리아어: Parlamento Subalpino)라고도 불렀으며, 원로원과 대의회의 상하원으로 나뉘었다.

## 역사
1848년 알베르티노 법령으로 설립되었으며 1861년 이탈리아 통일로 이탈리아 왕국 의회가 되기까지 약 13년간 존속하였다. 오늘날 이탈리아 의회의 근원으로 평가된다.
사르데냐 왕국 의회는 양원제를 실시하였다.
- 알프스산아래 원로원 - 상원에 해당되며 사르데냐 국왕이 의원을 임명하였다. 상원의원은 종신직이었으며 해산될 수 없었다. 마다마궁을 의사당으로 썼다.
- 대의회 - 하원에 해당되며 일정 재산을 갖춘 남성 후보가 소선거구제 방식의 선거를 거쳐 임기직 의원으로 선출되었다. 카리냐노궁을 의사당으로 썼다.

상하원의 합동회의는 의회개원식에서의 국왕 연설을 비롯한 일부 행사를 감안하여 일정공간이 확보되는 카리냐노궁에서 개최되었다.
상하원은 권력분배의 측면에서 명목상 동일한 것으로 여겨졌으며 이는 오늘날 이탈리아 의회와 동일했다. 그러나 실질적으로는 하원인 대의회의 권한이 상원인 원로원을 압도하는 것으로 여겨졌다. 법안 제정의 경우 국회의원과 장관, 정부, 국왕이 의회에 발의함으로써 시작되어, 동일한 구성의 법안이 어떤 순서로든 양원의 통과를 받아야 했다. 이때 세금개편안이나 예산안을 제외한 모든 법안은 하원을 우선 통과하는 관례가 있었다. 의회의 비준 후에는 국왕의 재가를 받게 되었다. 입법과정이 양원과 국왕의 세 차례 승인으로 나뉜 실정을 두고 알베르티노 법령에서 "3대 입법권"으로 정의하였다. 이 가운데 한쪽의 승인이라도 수틀릴 경우 제정되지 못하였으며, 그 회기에는 재발의될 수 없었다.
알베르티노 법령 제9조에서는 국왕에게 '회의진행' (Proroga delle sessioni) 권한을 부여하였다. 이를 통해 국왕은 하원을 해산 없이도 추후 해제시까지 '중단' 상태로 만들어 의회의 입법활동을 전면 차단할 수 있었다. 또 이와는 별개로 국왕에게 하원 해산권도 부여되었으나 이 경우 4개월 이내에 선거를 치르도록 되어 있었다.

## 같이 보기
- 로마 공화국 민회
- 로마 민회
- 알프스산아래 원로원
- 대의회 (사르데냐 왕국)